# Ronde van Spanje voor vrouwen 2019
De vijfde editie van de Spaanse wielerwedstrijd Madrid Challenge vond plaats op 14 en 15 september 2019, in het afsluitende weekend van de Vuelta a España. De wedstrijd is, als voorlaatste wedstrijd, onderdeel van de UCI Women's World Tour in 2019 en is ingedeeld in de wedstrijdcategorie 2.WWT. De wedstrijd bestond uit twee etappes: een tijdrit en de laatste etappe was gelijk aan de vorige edities in de straten van Madrid. De titelhoudster, de Nederlandse Ellen van Dijk, nam deze editie niet deel. Ze werd opgevolgd door de Duitse Lisa Brennauer die de tijdrit won en in de slotrit genoeg bonificatiesecondes pakte om haar concurrente Lucinda Brand voor te blijven.

## Deelnemende ploegen
| UCI-Ploegen                        | UCI-Ploegen        | UCI-Ploegen         |
| ---------------------------------- | ------------------ | ------------------- |
| Boels Dolmans                      | Trek-Segafredo     | Mitchelton-Scott    |
| Team Sunweb                        | WNT-Rotor          | Valcar-Cylance      |
| Movistar Team                      | Alé Cipollini      | Cogeas-Mettler      |
| FDJ Nouvelle-Aquitaine Futuroscope | BTC City Ljubljana | Team Hitec Products |
| Bizkaia-Durango                    | Eneicat            | Sopela Women's Team |
| Massi-Tactic                       |                    |                     |

## Uitslag

### Tijdrit
| Plaats  | Naam               | Ploeg               | Tijd    |
| ------- | ------------------ | ------------------- | ------- |
| Winnaar | Lisa Brennauer     | WNT-Rotor           | 17'40"  |
| 2       | Lucinda Brand      | Team Sunweb         | + 4"    |
| 3       | Pernille Mathiesen | Team Sunweb         | + 13"   |
| 4       | Karol-Ann Canuel   | Boels Dolmans       | + 19"   |
| 5       | Anna Plichta       | Trek-Segafredo      | + 20"   |
| 6       | Christine Majerus  | Boels Dolmans       | + 22"   |
| 7       | Olga Zabelinskaja  | Cogeas-Mettler      | + 25"   |
| 8       | Eugenia Bujak      | BTC City Ljubljana  | + 26"   |
| 9       | Floortje Mackaij   | Team Sunweb         | + 27"   |
| 10      | Vita Heine         | Team Hitec Products | z.t.    |
|         |                    |                     |         |
| 66      | Jolien D'Hoore     | Boels Dolmans       | + 1'35" |

### Slotetappe
| Plaats  | Naam                | Ploeg                              | Tijd     |
| ------- | ------------------- | ---------------------------------- | -------- |
| Winnaar | Chloe Hosking       | Alé Cipollini                      | 2u20'31" |
| 2       | Letizia Paternoster | Trek-Segafredo                     | z.t.     |
| 3       | Roxane Fournier     | Movistar Team                      | z.t.     |
| 4       | Lucinda Brand       | Team Sunweb                        | z.t.     |
| 5       | Christine Majerus   | Boels Dolmans                      | z.t.     |
| 6       | Maria Martins       | Sopela Women's Team                | z.t.     |
| 7       | Jolien D'Hoore      | Boels Dolmans                      | z.t.     |
| 8       | Kirsten Wild        | WNT-Rotor                          | z.t.     |
| 9       | Floortje Mackaij    | Team Sunweb                        | z.t.     |
| 10      | Eugénie Duval       | FDJ Nouvelle-Aquitaine Futuroscope | z.t.     |

### Eindklassement
| Plaats  | Naam                | Ploeg              | Tijd     |
| ------- | ------------------- | ------------------ | -------- |
| Winnaar | Lisa Brennauer      | WNT-Rotor          | 2u33'06" |
| 2       | Lucinda Brand       | Team Sunweb        | + 10"    |
| 3       | Pernille Mathiesen  | Team Sunweb        | + 28"    |
| 4       | Christine Majerus   | Boels Dolmans      | + 35"    |
| 5       | Eugenia Bujak       | BTC City Ljubljana | + 36"    |
| 6       | Karol-Ann Canuel    | Boels Dolmans      | z.t.     |
| 7       | Anna Plichta        | Trek-Segafredo     | + 37"    |
| 8       | Letizia Paternoster | Trek-Segafredo     | + 38"    |
| 9       | Floortje Mackaij    | Team Sunweb        | + 39"    |
| 10      | Franziska Koch      | Team Sunweb        | + 41"    |
|         |                     |                    |          |
| 43      | Jolien D'Hoore      | Boels Dolmans      | + 1'52"  |

2015 · 2016 · 2017 · 2018 · 2019 · 2020 · 2021 · 2022 · 2023 · 2024 · 2025
 Strade Bianche ·
 Ronde van Drenthe ·
 Trofeo Alfredo Binda-Comune di Cittiglio ·
 Driedaagse Brugge-De Panne ·
 Gent-Wevelgem ·
 Ronde van Vlaanderen ·
 Amstel Gold Race ·
 Waalse Pijl ·
 Luik-Bastenaken-Luik ·
 Ronde van Chongming ·
 Ronde van Californië ·
 Emakumeen Bira ·
 The Women's Tour ·
 Ronde van Italië voor vrouwen ·
 La Course by Le Tour de France ·
 RideLondon Classic ·
 Open de Suède Vårgårda ·
 Ronde van Noorwegen ·
 Bretagne Classic ·
 Boels Rental Ladies Tour ·
 La Madrid Challenge by La Vuelta ·
 Ronde van Guangxi